# Welterbe in Suriname

Zum Welterbe in Suriname gehören (Stand 2023) drei UNESCO-Welterbestätten, darunter zwei Stätten des Weltkulturerbes und eine Stätte des Weltnaturerbes. Suriname ist der Welterbekonvention 1997 beigetreten, die erste Welterbestätte wurde 2000 in die Welterbeliste aufgenommen. Die bislang letzte Welterbestätte wurde 2023 eingetragen.

## Welterbestätten
Die folgende Tabelle listet die UNESCO-Welterbestätten in Suriname in chronologischer Reihenfolge nach dem Jahr ihrer Aufnahme in die Welterbeliste (K – Kulturerbe, N – Naturerbe, K/N – gemischt, (G) – auf der Roten Liste des gefährdeten Welterbes).
| Bild             | Bezeichnung                                                                                   | Jahr | Typ | Ref. | Beschreibung                                          |
| ---------------- | --------------------------------------------------------------------------------------------- | ---- | --- | ---- | ----------------------------------------------------- |
| (weitere Bilder) | Naturreservat Zentralsuriname (Lage)                                                          | 2000 | N   | 1017 |                                                       |
| (weitere Bilder) | Historische Innenstadt von Paramaribo (Lage)                                                  | 2002 | K   | 940  | Historischer Stadtkern der Hauptstadt Paramaribo      |
| (weitere Bilder) | Archäologische Stätte Jodensavanne: Siedlung Jodensavanne und Friedhof Cassipora Creek (Lage) | 2023 | K   | 1680 | ehemaliger Wohnort von sefardischen Juden in Suriname |

## Tentativliste
In der Tentativliste sind die Stätten eingetragen, die für eine Nominierung zur Aufnahme in die Welterbeliste vorgesehen sind.
Derzeit (2023) ist keine Stätte in der Tentativliste von Suriname eingetragen.